# Aaron Keller (Fussballspieler)
Aaron Keller (* 15. Mai 2004 in Kilchberg) ist ein Schweizer Fussballspieler. Der Offensivspieler steht bei der SpVgg Greuther Fürth unter Vertrag.

## Sportlicher Werdegang

### Vereinskarriere
Nach seinen Anfängen in der Jugend des Hongkong FC und des DFI Bad Aibling wechselte Keller im Sommer 2018 in die Jugendabteilung der SpVgg Unterhaching. Nach insgesamt sieben Spielen in der B-Junioren-Bundesliga und 32 Spielen in der A-Junioren-Bundesliga, bei denen ihm insgesamt zehn Tore gelangen, wurde er im Sommer 2021 in das Kader der ersten Mannschaft in der Regionalliga Bayern aufgenommen. Mit seinem Verein wurde er am Ende der Saison 2022/23 Meister und stieg in die 3. Liga auf. Dort kam er auch zu seinem ersten Einsatz im Profibereich, als er am 5. August 2023, dem 1. Spieltag, beim 1:1-Auswärtsunentschieden gegen den SSV Jahn Regensburg in der Startformation stand und dabei zum Endstand traf. Während er zeitweise zwischen Startformation und Ersatzbank schwankte, gehörte er zum Stammkreis des Münchner Vorstadtklubs im Lauf der Spielzeit. Einzig aufgrund einer Gelbsperre im Duell mit Mitaufsteiger SSV Ulm 1846 kam er nur in 37 der 38 Saisonspiele zum Einsatz und war mit neun Saisontoren einer der Garanten, dass der Klub zeitweise im Blickfeld der Aufstiegsplätze rangierte und letztlich die Spielzeit 2023/24 auf dem neuen Tabellenrang beendete.
Ende Juni 2024 verlängerte Keller seinen ursprünglich am Ende der folgenden Saison auslaufenden Vertrag vorzeitig bis 2026 und wurde parallel für die Spielzeit 2024/25 an den Zweitliga-Aufsteiger SSV Ulm 1846 verliehen. In Ulm traf er auf seinen ehemaligen Unterhachinger Teamkollegen Maurice Krattenmacher, der – zwischenzeitlich zum FC Bayern München gewechselt – ebenfalls an die „Spatzen“ verliehen wurde. Unter Trainer Thomas Wörle gehört er direkt zum erweiterten Stamm, ehe ihn eine Sprunggelenksverletzung zwischen dem vierten und siebten Spieltag ausbremste. Anschließend wieder als Ersatzspieler im Kader gelang ihm bei der Rückkehr in die Startformation anlässlich eines 1:1-Unentschiedens beim SV Darmstadt 98 sein erstes Zweitligator. Im folgenden Heimspiel gegen den FC Schalke 04 erneut Einwechselspieler etablierte er sich in der Folge in der Startformation. Auch nach einem Trainerwechsel zu Robert Lechleiter im März 2025 beim seinerzeit auf einem direkten Abstiegsplatz rangierenden Klub blieb er Stammspieler.
Im Sommer 2025 wechselte er zur SpVgg Greuther Fürth und unterschrieb dort einen Vertrag bis 2029.

### Nationalmannschaftslaufbahn
Im Frühjahr 2024 wurde Keller von Auswahltrainer Sascha Stauch erstmals in die Schweizer U-21-Nationalmannschaft berufen, bei seinem Debüt am 26. März des Jahres gegen Albaniens U-21-Auswahl im Rahmen der Qualifikation für die U-21-EM-Endrunde 2025 erzielte er nach seiner Einwechslung für Nikolas Muci beim 3:1-Auswärtserfolg das dritte Schweizer Tor. Nachdem er im September 2024 verletzungsbedingt hatte pausieren müssen, gehörte er später im Jahr wieder zum Kader. Durch eine 1:3-Niederlage gegen Rumänien im Oktober verpasste die Mannschaft die Endrunde, bei dem Spiel wurde er kurz vor Schluss für Franck Surdez als weitere Offensivkraft eingewechselt. Im Frühjahr 2025 kam er bei Freundschaftsspielen zu weiteren Einsätzen.

## Erfolge
- Meister der Regionalliga Bayern und Aufstieg in die 3. Liga: 2023